# Opex360
Opex 360, également appelé Zone Militaire, est un journal en ligne spécialisé dans l'actualité militaire et géopolitique, aussi bien française qu'internationale. Le site, en ligne depuis 2007, est alimenté et dirigé par Laurent Lagneau.    
Le site est considéré en 2017, après sondage par une étude de l'IRSEM, comme l'un des trois principaux blogs du secteur de la Défense en France.
Le site internet héberge également un forum à destination des militaires et de leurs proches.